# Bionicle : Le Masque de lumière
Série
Bionicle 2 : Les Légendes de Metru Nui
(2004)
Pour plus de détails, voir Fiche technique et Distribution.
Bionicle : Le Masque de lumière (Bionicle: Mask of Light — The Movie) est un film d'animation américain de Terry Shakespeare et David Molina sorti directement en vidéo en 2003. 
C'est le premier film basé sur les personnages Lego Bionicle et il est ainsi produit par Lego. Deux suites ont été données, Bionicle 2 : Les Légendes de Metru Nui en 2004 (préquelle) et Bionicle 3 : La Menace de l'ombre en 2005.

## Synopsis
Au pays des Bionicle, deux jeunes sont choisis pour partir à la quête du Masque de Lumière qui permettra de révéler l'identité du sauveur des terres sous la domination des forces du Mal…

## Fiche technique
- Titre original : Bionicle: Mask of Light — The Movie
- Titre français : Bionicle : Le Masque de lumière
- Réalisation : Terry Shakespeare, David Molina
- Scénario : Bob Thompson, Alastair Swinnerton (en), Henry Gilroy, Greg Weisman
- Direction artistique : David Molina, Terry Shakespeare
- Musique : Nathan Furst
- Montage : Craig Russo
- Production : Stig Blicher, Sue Shakespeare, Janice Ross, Conny Kalcher, Bob Thompson,
- Sociétés de production : Lego, Creative Capers Entertainment (en), Wang Film Productions (en)
- Pays d'origine :  États-Unis
- Langue : anglais
- Format : couleur - 35mm - 16/9 - son stéréo
- Genre : Animation / Science-fiction / Action
- Durée : 75 minutes
- Date de sortie (en DVD) :
  - États-Unis : 16 septembre 2003
  - France : 5 novembre 2003

## Distribution

### Voix originales
- Jason Michas : Takua
- Andrew Francis : Jaller
- Scott McNeil : Toa Tahu, Toa Onua
- Kathleen Barr : Toa Gali
- Lee Tockar (en) : Makuta
- Christopher Gaze (en) : Turaga Vakama
- Michael Dobson (en) : Toa Kopaka
- Trevor Devall : Toa Pohatu
- Chiara Zanni (en) : Hahlii

### Voix françaises
- Maël Davan-Soulas : Takua / Toa Takanuva
- Tony Marot : Jaller
- Michel Vigné : Toa Tahu / Toa Onua / Grallock
- Pascal Renwick : Makuta / Pewku
- Michel Ruhl : Turaga Vakama
- Odile Schmitt : Toa Gali
- Luc Ritz : Toa Lewa, Turaga Onewa
- Christophe Rivaud : Toa Kopaka / Hewkii
- Serge Faliu : Toa Pohatu
- Danièle Hazan : Turaga Nokama
- Dorothée Pousséo : Hahlii
- Pascal Germain : Kolhii Announcer
- Mathieu Buscatto : Lewa Nuva
- Michel Barbey : Onua
- Pierre Dourlens : Kopoka Nuva

## Distinctions

### Récompenses
- DVD Exclusive Awards (en) 2003 : Meilleurs effets spéciaux
- Saturn Awards 2004 : Meilleure édition DVD
- Golden Reel Awards 2004 : Meilleur montage sonore pour un DVD

### Nominations
- DVD Exclusive Awards 2003 :
  - Meilleur DVD d'animation
  - Meilleur réalisateur
  - Meilleur montage
  - Meilleure musique originale